# アクロバティック
アクロバティック（英語: Akrobatik、1974年5月3日 - ）は、アメリカ合衆国のラッパー。マサチューセッツ州ボストン・ドーチェスター出身。本名はジャレッド・K・ブリッジマン。ミスター・ライフ、DJ・ファクツ・ワンとともにザ・パーセプショニスツというヒップホップ・グループの一員を務め、2005年にアルバム『Black Dialogue』を発表した。

## 活動
デトネーター・レコードからシングル「Ruff Enuff」を発表し、その後も「Say Yes Say Word」「Internet MCs」を発表した。音楽は『THE WIRE/ザ・ワイヤー』、『プレイメーカーズ』などのテレビシリーズ、『最'愛'絶叫計画』、『フールトレイン』などの映画、『NBA LIVE 2006』、『アンプリチュード』、『フリークエンシー』、『EA SPORTS UFC』、『ニード・フォー・スピード モスト・ウォンテッド』などのビデオゲームに採用されている。2003年、クーデター（Coup D'etat）・レーベルからアルバム『Balance』を発表し、CMJニュー・ミュージック・リポートの『ヒップホップ2003』というチャートで4位を得た。2005年12月にファット・ビーツ・レコードと契約し、2008年にスタジオ・アルバム『Absolute Value』を発表した。このアルバムはオールミュージック、ヒップホップDX、Okayplayer、ポップマターズから好評を得た。2014年にはアルバム『Built to Last』を発表し、『スピン』誌の「年間ベスト・ヒップホップ・アルバム40」に選出された。

## 私生活
2011年、心臓弁の破裂によりマサチューセッツ総合病院に緊急搬送され、弁置換の緊急手術を受けた。

## ディスコグラフィ

### スタジオ・アルバム
- Balance (2003年)
- Absolute Value (2008年)
- Built to Last (2014年)

### EP
- The EP (2002年)

### 参加コンピレーション・アルバム
- Detonator Records Vol.1 Compilation (2002年) ※with C-Rayz Walz、Breez Evahflowin'、Snacky Chan
- The Lost Adats (2003年)
- Essential Akrobatik, Vol. 1 (2007年)